# 銫-137

銫-137的衰變說明圖

銫-137γ射線-光譜

銫-137（英語：Caesium-137，符号为），是銫元素的一個放射性同位素，是一种主要由核裂变产生的核裂产物。

## 衰变
铯-137的半衰期为30.17年。大约95%通过β衰變为鋇-137m1（137m1Ba，Ba-137m1），其他约5%直接衰变为稳定的鋇-137。鋇-137m1的半衰期为153秒，并放出伽玛射线（这是铯-137放射源的全部伽玛射线来源）。1克铯-137的放射性活度为3.215 TBq 。
鋇-137m的伽玛射线光子能量是662 keV. 铯-137在工业辐射与医疗辐射上的应用很有限，因为它的化学性质十分活泼，且铯盐易溶于水。而钴-60是一种非常稳定的金属，所以广泛用作伽玛射线源。

## 應用
銫-137可应用于如下方面：利用铯-137可校正辐射测量仪；铯-137也可在癌症治療方面发挥作用；铯-137还可以在工業中得到应用，例如測量液體流動、物件的厚度等。

## 對環境的影響

美國內華達州核試爆場中，按试爆銫-137沈積物由高至低的前十名。「西蒙」（Simon）與「哈利」（Harry）皆為1953年结果-节孔行动的内容，而「喬治」（George）與「如何」（How）則是在1952年不倒翁-鯛魚行動的内容。

環境中存在著微量的銫-134与銫-137，它们幾乎都是在1940年代至1960年代的核試爆及某些核事故中釋放出來的。历史上曾造成铯-137释放进入环境中的著名案例包括如切尔诺贝利核事故等。2011年3月11日，日本的福岛第一核电站事故事件發生時，也曾發現它的存在。2011年7月，從福島縣运往东京的11頭牛也被檢測出1,530到3,200Bq/kg的銫-137，這已嚴重超出日本規定的500Bq/kg容許值。

## 放射性對健康的影響
銫-137具有水溶性與微量的化學毒性。生物半衰期是70~100天，用普鲁士蓝可以将铯的生物半衰期减少为30天，促进铯从体内排出。

## 外部連結
- （英文）CDC Radiation Emergencies - Radioisotope brief: Cs-137
- （英文）NLM Hazardous Substances Databank – Cesium, Radioactive （页面存档备份，存于）
- （英文）Cesium-137 dirty bombs by Theodore Liolios